# Trichoplusia transfixa
Ctenoplusia vittata là một loài bướm đêm trong họ Noctuidae.